# Lijst van beschermd erfgoed in Chapelle-lez-Herlaimont
Onderstaande tabel geeft een overzicht van de beschermde erfgoederen in de gemeente Chapelle-lez-Herlaimont. Het beschermd erfgoed maakt onderdeel uit van het cultureel erfgoed in België.
| Object                                                               | Bouwjaar/architect | Deelgemeente | Adres | Coördinaten                  | Nummer?                | Afbeelding |
| -------------------------------------------------------------------- | ------------------ | ------------ | ----- | ---------------------------- | ---------------------- | ---------- |
| Het buffet en metalen buizen van het orgel van de kerk Saint-Germain |                    |              |       | 50° 28' 13" NB, 4° 17' 7" OL | 52010-CLT-0006-01 Info |            |